# Opel 10/40 PS
De Opel 10/40 PS was een personenauto uit de hogere middenklasse die van 1925 tot 1929 geproduceerd werd door Adam Opel AG.

## Historiek
De auto werd in mei 1925 geïntroduceerd als de Opel 10/50 PS. Toen de serieproductie in juli 1925 van start ging, werd de naam gewijzigd in Opel 10/45 PS. Kort daarna werd dezelfde auto de Opel 10/40 PS genoemd. De auto behield deze naam tot de productie in november 1929 werd stopgezet. Het ontwerp van de auto was vergelijkbaar met dat van de Opel Laubfrosch, omdat dergelijke eenvoudige voertuigen gemakkelijk te produceren waren.
De Opel 10/40 PS was aanzienlijk goedkoper dan modellen van zijn Duitse concurrenten, omdat Opel de eerste en destijds enige autofabrikant in Duitsland was die zijn auto's op assemblagelijnen liet assembleren, naar het voorbeeld van Ford en Citroën. De auto was bijzonder eenvoudig ontworpen en gemakkelijk te produceren. Opel liet de belangrijkste technische innovaties over aan andere fabrikanten.
In 1920 had de Duitse overheid beschermende tarieven op geïmporteerde auto's ingevoerd, maar deze tarieven werden in oktober 1925 opgeheven. In de loop van 1925 investeerden Ford en GM (Chevrolet) fors in verkooppunten in Duitsland. Dit maakte het mogelijk om goedkopere auto's van Ford of Chevrolet te kopen die qua formaat en ontwerp vergelijkbaar waren met de Opel 10/40 PS. In werkelijkheid duurde het echter enkele jaren voordat de Amerikaanse bedrijven zich in Duitsland vestigden. GM nam Opel over, de toonaangevende Duitse massaproducent van auto's. In een tijd waarin de meeste mensen zich helemaal geen auto konden veroorloven of geen premiumprijzen konden betalen, domineerde de Opel 10/40 PS midden jaren twintig zijn klasse.
Van 1925 tot 1929 werden er 13.161 exemplaren van deze grote viercilinder geproduceerd. Ondanks de lage prijzen verdiende Opel goed aan deze auto's, terwijl andere fabrikanten financiële risico's namen met technologische vooruitgang en innovatie.

## Ontwerp
De motor van de 10/40 PS was een viercilinder-in-lijnmotor met een cilinderinhoud van 2620 cc, goed voor 40 pk (29 kW) bij 2800 tpm. De auto met de kortere wielbasis bereikte een topsnelheid van 85 km/u, terwijl de zwaardere versies met een lange wielbasis nog steeds konden accelereren tot 80 km/u.
Het chassis was leverbaar met een wielbasis van 3000 mm voor de meer gangbare vier- en vijfzitscarrosserieën of met een wielbasis van 3250 mm voor de zes- of zevenzitscarrosserieën. Op verzoek van de klant waren er bij de carrosseriebouwer Otto Kühn extra carrosserieën verkrijgbaar.
Gedurende de 4,5 jaar durende productieperiode werden er weinig wijzigingen aan dit model doorgevoerd. Medio 1927 werd de radiator licht aangepast en aan het einde van datzelfde jaar werden de daklijnen van de sedans iets afgezwakt.